# Horacio Carranza
Horacio Carranza Sibthope, (Goya, Corrientes; 18 de septiembre de 1894 - Buenos Aires; 9 de mayo de 1947). Fue un Coronel del arma de Artillería del Ejército Argentino, gobernador interventor de la provincia de San Luis desde 5 de diciembre de 1943 al 23 de diciembre de 1944.

## Biografía
Hijo de una familia tradicional del litoral argentino. Se casó con María Edelia González Luzuriaga, el 12 de septiembre de 1921, con quien tuvo tres hijos : Arturo Carranza, quien también sería un militar destacado, Horacio Carranza y Marta Carranza. 
Fue tío del famoso poeta uruguayo, Jacinto Carranza.
Comenzó su carrera militar ingresando como cadete el 1 de abril de 1911 en el Colegio Militar de la Nación, egresando como oficial del Ejército Argentino el 8 de diciembre de 1914. Fue de la promoción 39.º y con un orden de mérito entre sus colegas de 11. Se desempeñó en importantes cargos en la Institución del Ejército en la Argentina y en el Exterior, alcanzando su última jerarquía de coronel, y falleció en actividad militar el 9 de mayo de 1947.
Participó del golpe militar del 4 de junio de 1943, llamada la Revolución del 43, que derrocó al gobierno constitucional del presidente Ramón Castillo, poniendo fin a la denominada Década Infame. Tres dictadores con el título de presidente se sucedieron en el mando: los generales Arturo Rawson (que estuvo al mando del país durante 3 días), Pedro Pablo Ramírez y Edelmiro Farrell. A su vez, durante este período se designaron cuatro militares en el puesto de vicepresidente: Sabá H. Sueyro, Edelmiro Farrell (luego presidente), Juan Domingo Perón (derrocado por un golpe de Estado militar en octubre de 1945) y Juan Pistarini.
El 20 de junio de 1943, la provincia de San Luis fue intervenida por orden del presidente de facto el General Pedro Pablo Ramírez, que se encontraba gobernada de manera fraudulenta por gobiernos conservadores., se nombraron gobernadores a los generales de brigada Mario Laprida, y luego Justo Rojo. Ambos se encargaron de remover a todos los legisladores y jueces a fines del gobierno conservador y trataron de restablecer una provincia gobernada por años por gobiernos feudales, incluso amparados por la misma población local. Debido a un conflicto con la junta militar y el General Justo Rojo, se lo removió de la gobernación de la provincia nombrando en su lugar al Coronel Horacio Carranza.

## Gobierno
Carranza asumió la gobernación puntana encontrándose con una provincia marcada por la inestabilidad y aislada del país. Sus primeras medidas fue crear la Asesoría de Estado dependiente del ministerio de gobierno. El 13 de junio de 1944 firmó el decreto NQ 1959 -G del Acta Fundacional de la Ciudad de San Luis, donde se investigó de los orígenes de la verdadera fundación de la Ciudad, como también de quienes fueron sus fundadores, para tener un criterio único de su fundación.
Introdujo modificaciones en la Ley Orgánica de la Administración de Justicia. Los jueces de paz durarán tres años en sus funciones y podrán ser reelectos. Se proyectó la creación de la Caja de Seguro Mutual el 15 de diciembre de 1944. A partir de diciembre de 1944 empezó a regir la estabilidad de funcionarios y empleados de la administración en sus tres poderes. Buscó a un sucesor interventor de origen puntano para conducir la provincia (y que respondiera de los intereses de los militares), el 23 de septiembre de 1944, nombró gobernador al demócrata, Agustín Rodríguez Jurado.